# Ulzzang
Un Ulzzang (ou Eoljjang, en coréen : 얼짱) est une personnalité d'origine sud-coréenne reconnue pour sa beauté et évoluant essentiellement sur Internet. L'ulzzang fait des photos de type semi-professionnel.
Les ulzzang peuvent être homme ou femme, et doivent être minces et avoir la peau très blanche. Ils utilisent aussi des Circles Lenses (lentilles qui, de par leur diamètre plus large que celui de la pupille, agrandissent l'œil).
Ils doivent faire très attention à leur physique (faux ongles, faux cils, etc).
Ils s'inscrivent à des concours pour devenir officiellement Ulzzang et être reconnus comme tels.
En raison de l'implication d'agences de talent et de maisons de disques dans la promotion des ulzzangs, ceux-ci s'orientent souvent vers d'autres voies, comme la musique ou le cinéma, et deviennent généralement mannequin ou acteur de dramas (séries asiatiques).
Outre les sud-coréens, d'autres asiatiques de nationalité différente peuvent être eux aussi Ulzzang mais ne sont pas considérés officiellement comme tels et sont alors appelés « cyberstars ».

## Personnalités

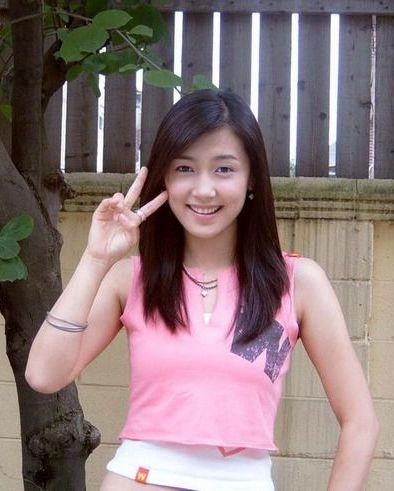
Nam Sang-mi en 2003, ex Ulzzang.

Liste de personnalités connues qui ont commencé leur carrière en tant qu'ulzzang :
- Lee Taemin (SHINee)
- Kim Himchan (B.A.P)
- Lee Do Hyeong
- Yeon Ju Lee
- Song Ah Ri
- Ku Hye Sun
- Nam Sang-mi
- Park Han-byul
- Kwak Min Jun
- Kim Tae Hee
- Song Hye Kyo
- Kim Hyun Joong
- Heo Young Saeng
- Kim Kyu Jong
- Park Jung Min
- Kim Hyung Jun[2],[3]
- Hyomin (T-ara)
- Choi Hye Yoon
- Ahn Jae Hyo (Block B)
- Lee Chi Hoon
- Park Tae Jun
- Ji Ho
- Hong Young gi
- Lee Min Ho
- Yu Ha Min
- Park Hyung Seok
- Lee Jong Hyun (CN Blue)
- Choi Si Won (Super Junior)
- Cho Kyuhyun (Super Junior)
- Lee Donghae (Super Junior)
- Kim Heechul (Super Junior)
- Kim Kibum (Super Junior)
- U-Know (TVXQ)
- Kim Jaejoong (TVXQ)
- Jo Young Min (Boyfriend)
- Jo Kwang Min (Boyfriend)
- Son Na-eun (Apink)
- Su-i
- A-zi
- Semi
- Jiu
- YoonA (Girls' Generation)
- Lee Min Jeong
- Park Min Young
- Goo Hara (Kara)
- Choi Jong-hoon
- Lee Joo Yeon
- No Min Woo
- Lee Jeong Min (Boyfriend)
- Shim Hyun Seong (Boyfriend)
- Lee Jung Hwan
- Jung Jinyoung (B1A4)
- Gong Chan Shik
- Kim Myung Soo, dit « L » (Infinite)
- Son Dong-woon (B2ST)
- Yoon Doo-joon (B2ST)
- Lee Kiseop (U-Kiss)
- Jiyul (Dal Shabet)
- Jung Yong Hwa (CN Blue)
- Kim Jonghyun (SHINee)
- Sehun (EXO)
- Qri (T-ara)
- Kwon Mina (AOA)
- Lee Joongi
- Won Jong Ji
- Wonho (ex-membre de Monsta X)
- Park Hyung Sik (ZE:A)
- Wooshin (Kim Wooseok) (UP10TION)
- Xiong Huang Wĕi (FIGHTING]
- Hyunjin (Hwang Hyunjin) (Stray Kids)
- Woojin (Kim Woojin) (ex-membre de Stray Kids)
- Woosung (Kim Woosung) (The Rose)
- Karina (Yu Jimin) (aespa)